# Grimpar des cabosses
Xiphorhynchus guttatus
Espèce
Statut de conservation UICN

 LC  : Préoccupation mineure
Le Grimpar des cabosses (Xiphorhynchus guttatus) est une espèce de passereaux de la famille des Furnariidae.

## Répartition
Cet oiseau peuple le plateau des Guyanes et la forêt atlantique. Il se rencontre au Brésil, en Colombie, au Guyana, en Guyane, au Suriname et au Venezuela.

## Liste des sous-espèces
Selon la classification de référence du Congrès ornithologique international (14.2, 2025) :
- Xiphorhynchus guttatus polystictus (Salvin & Godman, 1883) — plateau des Guyanes ;
- Xiphorhynchus guttatus connectens Todd, 1948 — nord-est de l'Amazonie ;
- Xiphorhynchus guttatus guttatoides (Lafresnaye, 1850) — ouest de l'Amazonie ;
- Xiphorhynchus guttatus vicinalis Todd, 1948 — centre de l'Amazonie ;
- Xiphorhynchus guttatus eytoni (Sclater, 1854) — interfluve des rios Madeira et Tapajós ;
- Xiphorhynchus guttatus gracilirostris Pinto & Camargo, 1957 — Ceará ;
- Xiphorhynchus guttatus dorbignyanus (Pucheran & Lafresnaye, 1850) — sud de l'Amazonie ;
- Xiphorhynchus guttatus guttatus (Lichtenstein, 1820) — forêt atlantique.

## Systématique
Le nom valide complet (avec auteur) de ce taxon est Xiphorhynchus guttatus (Lichtenstein, 1820).
L'espèce a été initialement classée dans le genre Dendrocolaptes sous le protonyme Dendrocolaptes guttatus Lichtenstein, 1820.
Ce taxon porte en français le nom vernaculaire ou normalisé suivant : Grimpar des cabosses.
Xiphorhynchus guttatus a pour synonyme :
- Dendrocolaptes guttatus Lichtenstein, 1820